# 傑森·施賴爾
傑森·施賴爾（英語：Jason Schreier，1987年5月10日—）是一位美国主要报道电子游戏产业的记者和作家。 2011年至2020年期間，他是Kotaku的记者。2020年4月，傑森·施賴爾加入彭博新聞社。

## 教育
他曾就读于纽约大学，并于2009年获得学位。

## 职业

### 早期职业生涯
傑森·施賴爾起初只是一位自由记者，經常報道地方新闻。 2010年至2012年，他在连线任職期間，负责报道電子遊戲相關新聞。

## 个人生活
傑森·施賴爾是犹太人。2018年6月24日，施賴爾与在柯史莫上班的阿曼达·科尔曼 (Amanda Coleman) 结婚，两人是在纽约大学讀書時認識的。